# Lepadella akrobeles
Lepadella akrobeles är en hjuldjursart som beskrevs av Myers 1934. Lepadella akrobeles ingår i släktet Lepadella och familjen Lepadellidae. Inga underarter finns listade i Catalogue of Life.